# Fred Karger
Fred Karger (* 31. ledna 1950) je židovský gay aktivista a politický konzultant z Kalifornie, člen Republikánské strany.
V roce 2010 jako první kandidát ohlásil, že se hodlá ucházet o republikánskou nominaci pro prezidentské volby v roce 2012. Mezi republikánskými voliči, kteří jsou obvykle pravicově a konzervativně orientováni, měl však minimální podporu. Ostře vystupuje proti mormonské církvi, která zaujímá odmítavý postoj ke stejnopohlavním svazkům.